# Perseus Crags
Die Perseus Crags sind eine aus etwa 12 Nunatakkern bestehende Gruppe im Palmerland auf der Antarktischen Halbinsel. Sie ragen am Westrand des Dyer-Plateaus und 50 km ostnordöstlich des am George-VI-Sund gelegenen Wade Point auf. Markanteste Formation dieser Gruppe ist ein Hügel in der Form eines Walrückens.
Das UK Antarctic Place-Names Committee benannte die Gruppe am 21. Juli 1976 nach dem Sternbild Perseus.